# Gillian Rubinstein
Pour les articles homonymes, voir Rubinstein et Hearn.
Œuvres principales
- Série Le Clan des Otori
- Série Shikanoko
- Séries Les Enfants des Otori

Gillian Rubinstein, dite Lian Hearn, née le 29 août 1942 à Potten End, Berkhamsted, Hertfordshire, en Angleterre, est une romancière diplômée en littérature de l'université d'Oxford et a travaillé comme critique de cinéma et éditeur d'art à Londres, avant de s'installer en Australie.

## Biographie
Gillian Rubinstein passa son enfance entre l’Angleterre et le Nigéria, pour finalement déménager en Australie en 1973. En plus de huit pièces de théâtre, d’un grand nombre de nouvelles et d’articles, elle a écrit plus de 30 romans. Son premier roman couronné de plusieurs prix, Space Demons a introduit le thème de mondes fantastiques, qui reviennent souvent dans ses récits. Des livres tels que At Ardilla, Foxspell et Galaxy-Arena ont reçu de nombreuses critiques favorables.
En 2001, Rubinstein publie le premier tome de la saga du clan des Otori, sous le pseudonyme de Lian Hearn. Le prénom fut choisi à cause de Gillian et le nom Hearn a été choisi en hommage à Lafcadio Hearn, écrivain irlando-japonais du XIXe siècle. Le choix de l'anonymat provient de la volonté de l'auteur de voir son œuvre jugée pour elle-même et non en fonction de ses précédentes publications, essentiellement réservées à la jeunesse.
Cette saga, qui se déroule sur une île fictive ressemblant au Japon à l’époque féodale, est effectivement sa première œuvre destinée à un public adulte. Elle se compose en 2009 de cinq ouvrages : outre la trilogie initialement prévue par l'auteur (Le Silence du rossignol, Les Neiges de l'exil, La Clarté de la lune), s'ajoutent deux volumes publiés en 2007 (Le Vol du héron) puis 2008 (Le Fil du destin).

## Œuvres sous le pseudonyme de Lian Hearn

### UniversOtori

#### SérieShikanoko
Cette série est une préquelle de la série Le Clan des Otori.
1. L'Enfant du cerf, Gallimard Jeunesse, 2017 ((en) Emperor of the Eight Islands, 2016)  (ISBN 978-2-07-058814-5)
2. La Princesse de l'automne, Gallimard Jeunesse, 2017 ((en) Autumn Princess, Dragon Child, 2016)  (ISBN 978-2-07-507643-2)
  - Compilation des deux premiers titres : L'Enfant du cerf, Gallimard Jeunesse, 2021  (ISBN 978-2-07-513389-0)
3. L'Empereur invisible, Gallimard Jeunesse, 2017 ((en) Lord of the Darkwood, 2016)  (ISBN 978-2-07-507648-7)
4. L'Héritier de l'arc-en-ciel, Gallimard Jeunesse, 2017 ((en) The Tengu's Game of Go, 2016)  (ISBN 978-2-07-507653-1)
  - Compilation des deux derniers titres : L'Empereur invisible, Gallimard Jeunesse, 2021  (ISBN 978-2-07-513394-4)

#### SérieLe Clan des Otori
1. Le Silence du rossignol, Gallimard Jeunesse, 2002 ((en) Across the Nightingale Floor, 2002)  (ISBN 2-07-053803-6)
2. Les Neiges de l'exil, Gallimard, 2003 ((en) Grass for His Pillow, 2003)  (ISBN 2-07-030031-5)
3. La Clarté de la lune, Gallimard, 2004 ((en) Brilliance of the Moon, 2004)  (ISBN 2-07-053805-2)
4. Le Vol du héron, Gallimard, 2007 ((en) The Harsh Cry of the Heron, 2006)  (ISBN 978-2-07-057903-7)
5. Le Fil du destin, Gallimard, 2008 ((en) Heaven's Net is Wide, 2007)  (ISBN 978-2-07-061568-1)

#### SérieLes Enfants des Otori
1. Les Guerriers orphelins, Gallimard Jeunesse, 2021 ((en) Orphan Warriors, 2020)  (ISBN 978-2-07-513878-9)
2. La Révolte invisible, Gallimard Jeunesse, 2022 ((en) Sibling Assassins, 2020)  (ISBN 978-2-07-515023-1)

### Romans indépendants
- La Maison de l'arbre joueur, Gallimard, 2013 ((en) Blossoms And Shadows, 2010)  (ISBN 978-2-07-013560-8)